# Lawarde-Mauger-l'Hortoy
Lawarde-Mauger-l'Hortoy è un comune francese di 182 abitanti situato nel dipartimento della Somme nella regione dell'Alta Francia.

## Società

### Evoluzione demografica
Abitanti censiti